# I bucanieri di Shadaki
(Lord Rimoah verso di te, paragrafo 1)
I bucanieri di Shadaki (titolo originale The Buccaneers of Shadaki) è un librogame dello scrittore inglese Joe Dever, pubblicato nel 1994 a Londra dalla Red Fox Children's Books e tradotto in numerose lingue del mondo. È il ventiduesimo dei volumi pubblicati della saga Lupo Solitario. La prima edizione italiana, del 1995, fu a cura della Edizioni EL.
Questo libro è il secondo della serie, in cui il protagonista non è più il supremo maestro Ramas Lupo Solitario, ma uno dei suoi allievi del "Nuovo ordine": in queste avventure, è il lettore che deve scegliere il nome del proprio personaggio, o attraverso una combinazione di due nomi (estratti a sorte da due elenchi) oppure ideato direttamente dal lettore.
Quest'avventura è ambientata negli stessi luoghi della serie Oberon - il Giovane Mago: una serie di libri game in 4 volumi, in cui il protagonista è un ragazzo umano, allevato dagli Shianti. Il compito di Oberon (Grey Star nell'originale) è quello di distruggere il potente stregone Shazarak (uno Shianti rinnegato).
I bucanieri di Shadaki è temporalmente successiva alla serie di Oberon.

## Trama
Tu sei un Grande Maestro Ramas del Nuovo Ordine, incaricato direttamente dal Supremo Maestro Ramas Lupo Solitario, di riportare la Pietra di Luna dai semi-dei Shianti.
In questa avventura, attraverserai le terre della Libera Alleanza del Magnamund meridionale, da Elzian, capitale di Dessi, sino al porto Shun, città affacciata sul Mare dei Sogni. In mezzo a questo mare, si trova l'Isola di Lorn, la dimora dei semi-dei Shianti, la razza che creò la Pietra di Luna.
Solo quando arriverai all'isola, potrai consegnare la preziosa reliquia direttamente nella mano dei loro creatori.

## Edizione
- Joe Dever, I bucanieri di Shadaki, traduzione di Laura Pelaschiar McCourt, Collana Librogame, Edizioni EL, 1995,  cap. 350, ISBN 88-7068-841-0.